# Kai Keisuke
Keisuke Kai (sinh ngày 22 tháng 9 năm 1993) là một cầu thủ bóng đá người Nhật Bản.

## Sự nghiệp câu lạc bộ
Keisuke Kai đã từng chơi cho Roasso Kumamoto.